# Los protegidos (serie de televisión de España)
Los protegidos es una serie de televisión de ciencia ficción producida por Boomerang TV para la cadena española Antena 3 emitida originalmente entre enero de 2010 y junio de 2012. Combina drama, fantasía y una de las series revelación de la temporada 2009 - 2010. La serie está dirigida por Álvaro Ron, Javier Quintas, José Ramos Paíno y Alfonso Arandia entre otros. Escrita por Ruth García, Darío Madrona (temporadas 1 y 2), David Lorenzo, David Oliva, Luis Gamboa, Alexandra Olaiz, Aurora Graciá, Carlos García Miranda, José Rueda y Diego Sotelo.
La serie en España ha sido emitida en Antena 3, Neox y en el canal de pago Comedy Central Se emitió en Neox los sábados y domingos a las 15:00 horas. Además, la serie se ha exportado al canal chino CCTV-1 en el país asiático y al canal SIC, Syfy y SIC K en Portugal. Actualmente, se emite en el canal de series españolas Atreseries.
La primera temporada finalizó el 12 de abril de 2010 con trece episodios, una media de 3 360 000 espectadores y 18,1 % de cuota de pantalla. El éxito cosechado durante la primera temporada motivó que la serie fuera renovada por una segunda temporada la cual se empezó a grabar en julio de 2010 con el fichaje de Maxi Iglesias y la baja de María Cotiello y Roger Coma. Se estrenó el 16 de enero de 2011 y finalizó el 17 de abril del mismo año. Contó con catorce episodios, una media de 3 025 000 espectadores y 16,1 % de cuota de pantalla. Al final de la segunda temporada, en abril de 2011, la serie fue renovada por una tercera temporada.
La tercera temporada consta de catorce episodios y tiene nuevas incorporaciones como Marta Torné, Javier Mora, Marta Calvó, Natalia Rodríguez, Luisa Gavasa y Angy Fernández, aunque también tiene bajas como la de Angie Cepeda, Maxi Iglesias, Esmeralda Moya y Javier Tolosa. El 27 de noviembre de 2011, Antonio Garrido hizo estas declaraciones: «Habrá una cuarta y quinta temporada de Los protegidos», lo que confirmó que en principio la serie estaría en Antena 3 hasta 2014. Sin embargo, a pesar de estas declaraciones, Sonia Martínez, directora de la ficción, confirmó que la tercera sería la última temporada. La tercera temporada, promocionada como El origen se estrenó el 8 de marzo de 2012 tras una espera de casi un año aunque anunciada en septiembre de 2011 y enero de 2012. La emisión original finalizó el 13 de junio de 2012.
El 13 de noviembre de 2020, se anunció una nueva serie para Atresplayer Premium titulada Los protegidos: El regreso. La secuela cuenta con dos temporadas de cuatro y seis episodios, respectivamente, emitidos entre 2021 y 2023.

## Argumento
Un grupo de personas se hacen pasar por una familia, los Castillo Rey con el objetivo de huir de una extraña organización que les busca llamada el Clan del Elefante. El motivo no es otro que los poderes sobrenaturales de muchos de sus miembros. Bajo el cuidado de Mario (Antonio Garrido), padre viudo con ciertas inseguridades, y Jimena (Angie Cepeda), madre que ha sufrido el secuestro de su hija Blanca a manos del Clan del Elefante se encuentran: El rebelde Culebra (Luis Fernández Estébanez) dotado del don de la invisibilidad; Sandra (Ana Fernández García) poseedora de un poder eléctrico; Carlos (Daniel Avilés) hijo de Mario que domina la telequinesis; Lucía (Priscilla Delgado) una huérfana capaz de leer los pensamientos ajenos y transmitir los suyos; Lucas (Mario Marzo), adolescente que puede transformarse en otras personas. Ahora deben convivir como si fueran una familia, además ocultando su secreto mientras buscan un modo de rescatar a Blanca.

### Primera temporada
La serie arranca con el secuestro de Blanca, niña capaz de ver el futuro y los esfuerzos de su madre Jimena por encontrarla. Esta recupera la esperanza cuando Silvestre se pone en contacto con ella asegurando conocer la causa por la que la pequeña fue secuestrada. Ante ella se abre un nuevo mundo de niños con poderes sobrenaturales perseguidos por la gente que secuestró a su hija y sin más sueños que llevar una vida normal. El destino hace que se encuentre con Mario y su telequinético hijo Carlos así como más niños con habilidades extraordinarias: La eléctrica y tímida Sandra, el invisible y rebelde Culebra y Lucía, la hija adoptiva de Silvestre dotada de un poder telepático. El asesinato de este último es el punto de partida de la huida de este grupo de personajes hasta Valle Perdido, el pueblo donde el asistente social pretendía encontrar la respuesta a sus interrogantes. La llegada de Lucas, adolescente retraído que escapa de tal organización se une a la “familia” Castillo Rey que intentarán aparentar normalidad delante de sus conocidos al tiempo que aprenden a convivir entre ellos y guardan el secreto de no despertar las sospechas de sus vecinos y caseros, los Ruano. Aún con esa discreción, se sitúan sin saberlo en el punto de mira de dos profesores del colegio en el que estudian los chicos, Andrés y Nuria quienes vigilan de cerca sus movimientos plenamente conscientes de su secreto. Averiguar sus intenciones es uno de los objetivos de la nueva “familia” cuando descubren que la pareja de docentes no son lo que parecen.

### Segunda temporada
La segunda temporada comienza donde concluyó la primera, Mario y Jimena haciendo descubrimientos reveladores sobre sus observadores Andrés y Nuria. La intervención de estos dos resulta determinante para salvar la vida de Mario a la par que revelan estar en Valle Perdido por los mismos motivos que los Castillo. Los dos profesores, a fin de proteger a la hija de Andrés, Elena se ven obligados a abandonar el pueblo cuando la policía encuentra el cadáver del suegro del jefe de estudios que fallece a causa del poder de la niña que será una huida que no termina bien para Andrés.
Las investigaciones de Jimena y Mario por encontrar el secreto de los poderes de los niños introducirán a Ana, agente inmobiliaria que parece conocer más sobre el tema que nadie y tratara de disuadir a los Castillo de seguir buscando a la vez que mantiene alejados a sus hijos(Leo y Hugo, compañeros de los jóvenes miembros de la familia en el colegio)de este asunto no consiguiendo evitar que Leo haga sus descubrimientos. La huida que planea con su marido al haber sido descubierto su escondite por la gente de Padre se ve cancelada cuando su primogénito se implique de tal manera que le será imposible salir de esto.
En las vidas de la familia Castillo entra un nuevo personaje Ángel quien llega en compañía de Sandra habiendo escapado de una de las guaridas de la misteriosa del Clan del Elefante. El recién llegado consigue ganarse a los miembros salvo a Culebra quien desconfía de él desde el principio. La intuición este no puede estar más acertada pues las  intenciones de Ángel pasan por entregar a Carlos y Lucía al grupo liderado por el siniestro Padre no sin antes consumar su venganza personal contra el que resulta ser su hermano mayor a quien culpa de su suerte. Lo que el infiltrado no prevé es enamorarse de Sandra, razón por la que se replantea no matar a Culebra. Llegó un día en el que Culebra no podía aguantar más sus desconfianzas hacia el infiltrado, decide contárselo a su familia y Mario, al enterarse de esto, decide preguntarle a Lucía. La presión cae sobre la pequeña y aunque ella sabía las intenciones de Ángel tenía miedo a que destrozase lo que habían conseguido y miente diciendo "me caí jugando" por lo que Culebra decide irse. Pero cuando llega a casa de Padre pasa la noche con Nieves(otra niña con poderes)y ella le cuenta que conoce a Ángel. Al recibir la noticia se va de casa de Padre pero lo que no sabe es que tiene insertado en el cuerpo un chip localizador. En el colegio, el día del festival de la noche del fuego, Padre se encuentra con Jimena. Ella ve a su hija y quiere recuperarla pero Padre le dice que la tiene que cambiar por Lucía. Cuando habla con Mario en la habitación, Lucía le lee la mente y ella decide irse para no ver más triste a Jimena. Van a salvar a Blanca y lo consiguen pero hay un momento trágico: La muerte de Ángel/Víctor en los brazos de Culebra. El rescate de Blanca es uno de los puntos culminantes de esta temporada; Sin embargo, la alegría de los Castillo se ve seriamente amenazada por una de las visiones de la hija de Jimena.

### Tercera temporada
Muchas cosas cambian en la familia Castillo en la tercera y última temporada de la serie. La precipitada huida de sus miembros, motivada por la amenazadora visión de Blanca termina con la despedida de Jimena y su hija quienes abandonan al resto de la familia con la confianza de salvarles la vida. La inesperada muerte de Padre hace al resto de componentes de la familia sentirse seguros de nuevo volviendo al que ha sido su hogar en el último año.
Sin embargo, el peligro no desaparece con el que han creído su principal enemigo. Madre, la cabeza de la organización sale de la sombra para liderar un retorcido plan con el que hacerse con los especiales niños de la familia y eliminar a la vez sus principales obstáculos. Para lograr tal objetivo envía a Valle Perdido a Martín, uno de sus secuaces más eficaces y Michelle, otra chica especial; Desde la tapadera que es la cafetería que abren hacen todo lo posible por romper la unidad familiar de los Castillo.
A pesar de no ser conscientes de la amenaza que se cierne sobre ellos, la familia cuenta sin saberlo con una nueva aliada. Se trata de Julia, nueva directora del Colegio Astoria quien, enviada por una organización que busca el bienestar de los niños especiales luchará para evitar que Madre se salga con la suya. Algo que no será fácil pues tendrá que ganarse la confianza de Mario y compañía sin que ellos sospechen a qué ha venido realmente al pueblo. Será con ella con quien Mario vuelva a sentir el amor tras la marcha de Jimena.
Tal como reza el subtítulo de esta tercera temporada, la investigación para averiguar el origen de los poderes de los niños conforma una de las tramas principales de la misma. Primero Culebra, luego Sandra retoman el trabajo iniciado por Jimena para averiguar qué fue lo que provocó su naturaleza actual mientras intentan llevar a buen término su de por sí complicada relación. La búsqueda años atrás del científico Humberto Redondo de una cura para la enfermedad de su hijo es lo que resulta siendo el nacimiento de un suero fisiológico para tratar afecciones cardíacas cuyos efectos secundarios radican en el desarrollo de poderes sobrenaturales; utilizado de forma irresponsable por Ana, alumna suya en la facultad de Medicina para tratar a sus pacientes. Un suero cuya elaboración depende de una planta que se convertirá en objeto de búsqueda por parte de los bandos en liza.
Un incidente en la casa que su familia tiene en el bosque hace que Leo también desarrolle poderes concretamente relacionados con el control del tiempo. Descubrirá así el secreto de los Castillo afianzando  su amistad con Culebra y Sandra en un momento delicado al tener que afrontar la repentina desaparición de sus padres. Sin embargo, el uso de sus habilidades le va dejando secuelas físicas de tal magnitud que, bajo engaño se ve en el dilema de elegir entre su vida y la lealtad a sus amigos.
A medida que la serie va concluyendo, el momento de la confrontación final entre la familia Castillo y sus aliados contra la organización de Madre se acerca cada vez más. El resultado final será determinante a la hora de ver realizado su sueño de tener una vida tranquila sin tener que huir ni ocultarse.

## Cancelación y final alternativo
En el último momento, Antena 3 anunció la cancelación de la serie. En la emisión original, tras finalizar el último capítulo, Antena 3 emitió lo que llamó "el final alternativo" que no era más que el cierre que daría pie a una cuarta temporada en caso de que se renovase la serie. En este final, se explicaba que los Castillo se volverían malos uno a uno como efecto secundario de la fórmula y el primero sería Culebra. En esta temporada se tratarían más a fondo los orígenes de los poderes de los niños.
Tras la cancelación, la serie continuó con la serie Los protegidos: El regreso situada una década después del final de la serie disponible en Atresplayer Premium hasta la fecha.

## Rodaje
Algunas escenas de Los protegidos están localizadas en Villanueva de la Cañada(Comunidad de Madrid).La urbanización ficticia Valle Perdido está rodada en la calle de San Juan de la Cruz de Villanueva de la Cañada, Madrid(40°27′14″N 4°00′17″O / 40.453917, -4.004798).Los escenarios de interiores se grabaron en las instalaciones que la productora Boomerang TV tiene en la localidad de Leganés.

## Apariciones
Señal:      = Principales (Protagonistas)
Señal:      = Recurrentes
Señal:       = Apariciones especiales/Cameo
| Actor/actriz             | Personaje                 |                      |                      |                      |                      |                      |                      |
| Actor/actriz             | Personaje                 | 1                    | 2                    | 3                    | ER 1                 | ER 2                 | Total                |
| Familia Castillo-Rey     | Familia Castillo-Rey      | Familia Castillo-Rey | Familia Castillo-Rey | Familia Castillo-Rey | Familia Castillo-Rey | Familia Castillo-Rey | Familia Castillo-Rey |
| ------------------------ | ------------------------- | -------------------- | -------------------- | -------------------- | -------------------- | -------------------- | -------------------- |
| Antonio Garrido          | Mario Montero             | 13                   | 14                   | 14                   | 4                    | 6                    | 51                   |
| Angie Cepeda             | Jimena García             | 13                   | 14                   | 1                    | -                    | -                    | 28                   |
| Luis Fernández Estebánez | Ángel Izquierdo "Culebra" | 13                   | 14                   | 14                   | 4                    | 6                    | 51                   |
| Ana Fernández García     | Sandra Olaiz              | 13                   | 14                   | 14                   | 4                    | 6                    | 51                   |
| Mario Marzo              | Lucas López               | 13                   | 14                   | 14                   | 4                    | 6                    | 51                   |
| Priscilla Delgado        | Lucía Expósito            | 13                   | 14                   | 14                   | -                    | -                    | 51                   |
| Maggie García            | Lucía Expósito            | -                    | -                    | -                    | 4                    | 6                    | 51                   |
| Daniel Avilés            | Carlos Montero            | 13                   | 14                   | 14                   | 4                    | 6                    | 51                   |
| Maxi Iglesias            | Víctor Izquierdo          | -                    | 14                   | -                    | -                    | -                    | 14                   |
| Marta Torné              | Julia Redondo             | -                    | -                    | 14                   | -                    | 6                    | 20                   |
| Cosette Silguero         | Dora Olaiz                | -                    | -                    | -                    | 4                    | 6                    | 10                   |
| Familia Ruano            |                           |                      |                      |                      |                      |                      |                      |
| Gracia Olayo             | Rosa Ruano                | 13                   | 14                   | 14                   | 4                    | 6                    | 51                   |
| Oscar Ladoire            | Antonio Ruano             | 11                   | 8                    | 14                   | 4                    | 5                    | 42                   |
| Javier Mendo             | Borja Ruano               | 12                   | 12                   | 13                   | 3                    | 6                    | 46                   |
| Esmeralda Moya           | Claudia Ruano             | 13                   | 9                    | -                    | -                    | 2                    | 24                   |
| Adelina Baciu            | Consuelo Ruano López      | -                    | -                    | 4                    | -                    | -                    | 4                    |
| Familia Quintana Aroca   |                           |                      |                      |                      |                      |                      |                      |
| Raúl Mérida              | Leo Quintana              | 10                   | 10                   | 8                    | -                    | 5                    | 32                   |
| Alicia González Laá      | Ana Aroca Rueda           | -                    | 9                    | 3                    | -                    | -                    | 12                   |
| Javier Casamayor         | Gregorio Quintana Santos  | -                    | 5                    | 1                    | -                    | -                    | 6                    |
| Eduardo Espinilla        | Hugo Quintana Aroca       | 6                    | 2                    | -                    | -                    | -                    | 8                    |
| Familia Soria Graciá     |                           |                      |                      |                      |                      |                      |                      |
| Roger Coma               | Andrés Soria Murillo      | 12                   | 3                    | -                    | -                    | -                    | 15                   |
| Maria Cotiello           | Nuria Graciá Tortosa      | 11                   | 4                    | -                    | -                    | -                    | 15                   |
| Olivia Mathieson         | Elena Soria Navarro       | 1                    | 3                    | -                    | -                    | -                    | 4                    |
| Familia Redondo          |                           |                      |                      |                      |                      |                      |                      |
| José Antonio Izaguirre   | Humberto Redondo Rebollos | -                    | 3                    | 6                    | -                    | -                    | 9                    |
| Luisa Gavasa             | Dorita                    | -                    | -                    | 9                    | -                    | -                    | 9                    |
| Colegio Astoria          |                           |                      |                      |                      |                      |                      |                      |
| Alumnos                  |                           |                      |                      |                      |                      |                      |                      |
| Carlotta Cosials         | Paqui                     | 5                    | 3                    | -                    | 2                    | 6                    | 16                   |
| Laura Ibáñez             | Covadonga                 | 8                    | 2                    | -                    | -                    | -                    | 10                   |
| Jorge Jurado             | Pablo                     | 4                    | 2                    | -                    | -                    | -                    | 6                    |
| Jaime Madaula            | Héctor                    | 4                    | 1                    | -                    | -                    | -                    | 5                    |
| Familia Profesores       |                           |                      |                      |                      |                      |                      |                      |
| Miriam Correa            | Mariví                    | -                    | 3                    | 5                    | -                    | -                    | 8                    |
| Javier Tolosa            | Pablo Alen                | 9                    | 6                    | -                    | -                    | -                    | 15                   |
| Asociación Elefante      |                           |                      |                      |                      |                      |                      |                      |
| Jefes                    |                           |                      |                      |                      |                      |                      |                      |
| Manuel Navarro           | "Padre"                   | 5                    | 5                    | 2                    | -                    | -                    | 12                   |
| Marta Calvó              | "Madre"                   | -                    | -                    | 13                   | -                    | -                    | 13                   |
| Javier Mora              | Martín                    | -                    | -                    | 13                   | -                    | -                    | 13                   |
| Natalia Rodríguez        | Michelle                  | -                    | -                    | 13                   | -                    | -                    | 13                   |
| Paul Zubillaga           | Vlad "El cojo"            | 4                    | -                    | -                    | -                    | -                    | 4                    |
| Momoyo Miya              | Jacobina                  | -                    | -                    | 9                    | -                    | -                    | 9                    |
| Academia ADN             |                           |                      |                      |                      |                      |                      |                      |
| Emilio Buale             | Dante                     | -                    | -                    | -                    | -                    | 6                    | 6                    |
| José Sospedra            | Ciro                      | -                    | -                    | -                    | -                    | 6                    | 6                    |
| Gabriela Andrada         | Babi                      | -                    | -                    | -                    | -                    | 6                    | 6                    |
| Ángel Martínez           | Estefan                   | -                    | -                    | -                    | -                    | 6                    | 6                    |
| Raquel Ferrer            | Gloria                    | -                    | -                    | -                    | -                    | 6                    | 6                    |
| Xavi Claudevilla         | Rai                       | -                    | -                    | -                    | -                    | 6                    | 6                    |
| Irina Bravo              | Kala                      | -                    | -                    | -                    | -                    | 6                    | 6                    |

## Reparto y personajes

### Personajes principales
- Antonio Garrido como Mario Montero. / Mario Castillo Rey.
- Luis Fernández Estébanez como Ángel Izquierdo «Culebra». / Policarpo «Poli» Castillo Rey.
- Ana Fernández García como Sandra Olaiz Benedetti. / Sandra Castillo Rey.
- Daniel Avilés como Carlos Montero Hornillos. / Carlos «Carlitos» Castillo Rey.
- Priscilla Delgado como Lucía Expósito Expósito. / Lucía Sánchez Hernández. / Lucía Castillo Rey.
- Mario Marzo como Lucas López Gallego. / Lucas Castillo López.
- Angie Cepeda como Jimena García Cabrera. / Jimena Rey Pina.(Episodio 1 hasta el episodio 28/3x01).
- Maxi Iglesias como Víctor Izquierdo. / Ángel. (Episodio 14/2x01 hasta el episodio 27/2x14).
- Marta Torné como Julia Redondo. / Julia Casares. (Episodio 28/3x01 hasta el episodio 41/3x14).

### Personajes secundarios
- Gracia Olayo como Rosa Ruano.
- Javier Mendo como Borja Ruano.
- Esmeralda Moya como Claudia Ruano.
- Raúl Mérida como Leo Quintana Aroca.
- Enric Benavent como Salvador.
- Javier Mora como Martín.
- Natalia Rodríguez como Michelle.
- María Cotiello como Nuria Graciá Tortosa.
- Olivia Mathieson como Elena Soria.
- Eduardo Espinilla como Hugo Quintana Aroca.
- Alicia González Laá como Ana Aroca Rueda.
- Javier Casamayor como Gregorio Quintana Santos.

#### Con la colaboración especial de
- Óscar Ladoire como Antonio Ruano.
- Manuel Navarro como Padre.
- Marta Calvó como Madre.
- Angy Fernández como Estrella.
- Roger Coma como Andrés Soria.
- Luisa Gavasa como Dorita.

## Ficha técnica
Música original:César Benito.

## Temporadas
| Temporada: | Temporada: | Episodios: | Estreno:             | Final:              | Audiencia media. | Audiencia media.   | Audiencia media. |
| Temporada: | Temporada: | Episodios: | Estreno:             | Final:              | Espectadores:    | Cuota de pantalla: |                  |
| ---------- | ---------- | ---------- | -------------------- | ------------------- | ---------------- | ------------------ | ---------------- |
|            | 1          | 13         | 12 de enero de 2010. | 12 de abril de 2010 | 3.361.000        | 18,1%              |                  |
|            | 2          | 14         | 16 de enero de 2011  | 17 de abril de 2011 | 3.025. 000       | 15,1%              |                  |
|            | 3          | 14         | 8 de marzo de 2012   | 13 de junio de 2012 | 2.142.000        | 12,1%              |                  |
| Total      | Total      | 41         | 2010                 | 2012                | 2.843.000        | 15,1%              |                  |

## Emisión internacional y adaptaciones
También se trasladó al ámbito internacional siendo vendida a Argentina, China, Chile, Francia, Portugal y Uruguay.
Además, la serie adaptada en:
- En Turquía, en 2013 el canal Fox realizó su propia versión titulada Sana Bir Sır Vereceğim (Voy a decirte un secreto) por Demet Özdemir, Ekin Koç, Su Burcu Yazgı Coşkun, Burak Can.[14][12]
- En México, el canal Las Estrellas realiza en 2019 su propia versión titulada Los elegidos.[11]

## Premios y nominaciones
- FesTVal.

| Año  | Categoría                                              | Resultado |
| ---- | ------------------------------------------------------ | --------- |
| 2010 | Premio 'Pasión de Críticos' al descubrimiento del año. | Ganadora. |

- Premios Zapping.

| Año  | Categoría    | Resultado |
| ---- | ------------ | --------- |
| 2010 | Mejor serie. | Ganadora  |

- Premio de la Asociación de Telespectadores y Radioyentes.

| Año  | Categoría    | Resultado |
| ---- | ------------ | --------- |
| 2011 | Mejor serie. | Ganadora. |

- Neox Fan Awards

| Año  | Categoría                            | Premiado                                        | Resultado  |
| ---- | ------------------------------------ | ----------------------------------------------- | ---------- |
| 2012 | Mejor serie de televisión.           | Mejor serie de televisión.                      | Nominada.  |
| 2012 | Mejor actor de serie de televisión.  | Luis Fernández Estébanez.                       | Ganador.   |
| 2012 | Mejor actriz de serie de televisión. | Ana Fernández García.                           | Nominada.  |
| 2012 | Mejor actriz de serie de televisión. | Marta Torné                                     | Nominada.  |
| 2012 | Mejor beso.                          | Ana Fernández García y Luis Fernández Estébanez | Ganadores. |